# Scocompus
Scocompus – wymarły rodzaj owadów z rzędu psotników, obejmujący tylko jeden znany gatunek: Scocompus atelisus.
Gatunek i rodzaj opisane zostały w 2014 roku przez Dany’ego Azara, André Nel i Vincenta Perrichota. Nazwa rodzajowa jest anagramem od Compsocus – nazwy innego rodzaju psotników. Epitet gatunkowy pochodzi od greckiego słowa ατελής, oznaczającego niekompletny. Takson opisano na podstawie pojedynczej samicy zachowanej w bursztynie wandejskim, znalezionym we francuskim La Robinière. Datowany jest on na kredę późną, na okres między środkowym cenomanem a wczesnym santonem.
Charakterystyczne dla Scocompus były zbudowane z 13 delikatnie pierścieniowanych członów czułki oraz zbudowane z czterech wyposażonych w stożkowate narządy czuciowe członów głaszczki szczękowe. Odnóża cechowały się trójczłonowymi stopami i obecnością przedwierzchołkowego ząbka na przedstopiach. Przednie skrzydła miały pterostigmę zamkniętą od strony nasadowej oraz żyłkę poprzeczną łączącą areola postica z trzecią żyłką medialną. Tylne skrzydła charakteryzował brak pierwszego segmentu sektora radialnego i rozdwojona żyłka medialna. Krawędź odsiebną tylnych skrzydeł porastały włoski.
Samica jedynego znanego gatunku ma 2,18 mm długości ciała, 2,44 mm długości czułków i gęsto porośniętą szczecinkami płytkę subgenitalną.